# 1866 in Zwitserland
Dit artikel beschrijft het verloop van 1866 in Zwitserland.

## Ambtsbekleders
De Bondsraad was in 1866 samengesteld als volgt:
| Naam | Naam                         | Partij    | Kanton       | Functie                                                                   |
| ---- | ---------------------------- | --------- | ------------ | ------------------------------------------------------------------------- |
|      | Melchior Josef Martin Knüsel | radicalen | Luzern       | Bondspresident in 1866; hoofd van het Departement van Politieke Zaken     |
|      | Constant Fornerod            | radicalen | Vaud         | Vicebondspresident in 1866; hoofd van het Departement van Militaire Zaken |
|      | Jean-Jacques Challet-Venel   | radicalen | Genève       | Hoofd van het Departement van Financiën                                   |
|      | Jakob Dubs                   | radicalen | Zürich       | Hoofd van het Departement van Justitie en Politie                         |
|      | Friedrich Frey-Herosé        | radicalen | Aargau       | Hoofd van het Departement van Handel en Douane                            |
|      | Wilhelm Matthias Naeff       | radicalen | Sankt Gallen | Hoofd van het Departement van Posterijen                                  |
|      | Karl Schenk                  | radicalen | Bern         | Hoofd van het Departement van Binnenlandse Zaken                          |

De Bondsvergadering werd voorgezeten door:
| Naam | Naam                      | Partij              | Kanton     | Functie                                                       |
| ---- | ------------------------- | ------------------- | ---------- | ------------------------------------------------------------- |
|      | Andreas Rudolf von Planta | gematigde liberalen | Graubünden | Voorzitter van de Nationale Raad (tot 24 februari 1866)       |
|      | Niklaus Niggeler          | radicalen           | Bern       | Voorzitter van de Nationale Raad (van 2 tot 21 juli 1866)     |
|      | Jules Philippin           | radicalen           | Neuchâtel  | Voorzitter van de Nationale Raad (van 4 tot 22 december 1866) |
|      | Johann Jakob Rüttimann    | gematigde liberalen | Zürich     | Voorzitter van de Kantonsraad (tot 24 februari 1866)          |
|      | Emil Welti                | radicalen           | Aargau     | Voorzitter van de Kantonsraad (van 2 tot 21 juli 1866)        |
|      | Christian Sahli           | gematigde liberalen | Bern       | Voorzitter van de Kantonsraad (van 3 tot 22 december 1866)    |

## Gebeurtenissen

Beeld van Winterthur (kanton Zürich) in 1866.

- In Vevey (kanton Vaud) richt Henri Nestlé Farine Lactée Henri Nestlé op, dat later zou uitgroeien tot de voedingsmultinational Nestlé.

### Januari
- 14 januari: In Zwitserland wordt een referendum georganiseerd over negen voorstellen, gaande van het gemeentelijk en kantonnaal stemrecht tot een verbod op loterijen. Slechts één voorstel behaalt de vereiste dubbele meerderheid onder de bevolking en de kantons.

### Juli
- 17 juli: In Bern richten Bondsraadslid Jakob Dubs en Gustave Moynier en Guillaume-Henri Dufour van het Internationaal Comité van het Rode Kruis (ICRK) de 'Hülfsverein für schweizerische Wehrmänner und deren Familien' op, het latere Rode Kruis van Zwitserland.

### September
- 3-8 september: Het Congres van Genève vindt plaats. Het gaat om het eerste congres van de Internationale Arbeiders-Associatie, ook de Eerste Internationale genoemd.

### Oktober
- 22 oktober: In Neuchâtel (kanton Neuchâtel) wordt een nieuwe Academie ingehuldigd, de latere Universiteit van Neuchâtel.
- 28 oktober: Bij de Zwitserse federale parlementsverkiezingen van 1866 blijven de radicalen de sterkste politieke formatie, al verloren ze opnieuw zetels.

### December
- 3 december: De nieuwe legislatuur van de Bondsvergadering gaat van start.
- 8 december: Bij de Bondsraadsverkiezingen van 1866 kondigt zittend lid Friedrich Frey-Herosé uit het kanton Aargau aan geen kandidaat meer te zijn voor een nieuwe termijn. Emil Welti, eveneens afkomstig uit Aargau, werd verkozen tot zijn opvolger. Welti zou 25 jaar in de Bondsraad zetelen, tot 1891.

## Geboren
- 11 januari: Johann Jakob Hess, egyptoloog, assyrioloog en hoogleraar (overl. 1949)
- 9 februari: Alexandre-François-Louis Cailler, chocolatier, bestuurder en politicus (overl. 1936)
- 1 oktober: Josephine Fallscheer-Zürcher, arts en hulpverleenster (overl. 1932)
- 8 oktober: Joseph Choffat, diplomaat (overl. 1939)
- 17 december: Konrad Stäheli, schutter, Olympisch kampioen (overl. 1931)

## Overleden
- 7 januari: Charles-Théophile Gaudin, paleontoloog (geb. 1822)
- 6 maart: Ignaz Troxler, arts, filosoof en politicus (geb. 1780)
- 6 april: Karl Jakob Durheim, geograaf en lexicograaf (geb. 1780)
- 18 juni: David Bachelard, politicus (geb. 1815)
- 25 oktober: Joseph Eutych Kopp, historicus en politicus (geb. 1793)
- 6 december: Christian Gattlen (1777–1866), militair, ondernemer en politicus (geb. 1777)

1848
· 1849
· 1850
· 1851
· 1852
· 1853
· 1854
· 1855
· 1856
· 1857
· 1858
· 1859
· 1860
· 1861
· 1862
· 1863
· 1864
· 1865
· 1866
· 1867
· 1868
· 1869
· 1870
· 1871
· 1872
· 1873
· 1874
· 1875
· 1876
· 1877
· 1878
· 1879
· 1880
· 1881
· 1882
· 1883
· 1884
· 1885
· 1886
· 1887
· 1888
· 1889
· 1890
· 1891
· 1892
· 1893
· 1894
· 1895
· 1896
· 1897
· 1898
· 1899
· 1900
· 1901
· 1902
· 1903
· 1904
· 1905
· 1906
· 1907
· 1908
· 1909
· 1910
· 1911
· 1912
· 1913
· 1914
· 1915
· 1916
· 1917
· 1918
· 1919
· 1920
· 1921
· 1922
· 1923
· 1924
· 1925
· 1926
· 1927
· 1928
· 1929
· 1930
· 1931
· 1932
· 1933
· 1934
· 1935
· 1936
· 1937
· 1938
· 1939
· 1940
· 1941
· 1942
· 1943
· 1944
· 1945
· 1946
· 1947
· 1948
· 1949
· 1950
· 1951
· 1952
· 1953
· 1954
· 1955
· 1956
· 1957
· 1958
· 1959
· 1960
· 1961
· 1962
· 1963
· 1964
· 1965
· 1966
· 1967
· 1968
· 1969
· 1970
· 1971
· 1972
· 1973
· 1974
· 1975
· 1976
· 1977
· 1978
· 1979
· 1980
· 1981
· 1982
· 1983
· 1984
· 1985
· 1986
· 1987
· 1988
· 1989
· 1990
· 1991
· 1992
· 1993
· 1994
· 1995
· 1996
· 1997
· 1998
· 1999
· 2000
· 2001
· 2002
· 2003
· 2004
· 2005
· 2006
· 2007
· 2008
· 2009
· 2010
· 2011
· 2012
· 2013
· 2014
· 2015
· 2016
· 2017
· 2018
· 2019
· 2020
· 2021
· 2022
· 2023